# ترتیزک زرد
ترتیزک زرد (نام علمی: Rorippa amphibia) نام یک گونه از سرده ترتیزک زرد است.